# 伴宙太
伴 宙太（ばん ちゅうた）は、梶原一騎原作・川崎のぼる作画の野球漫画・アニメ『巨人の星』に登場する架空の人物。右投げ右打ち、捕手。主人公・星飛雄馬の友で、のちにライバルとして飛雄馬の父・一徹とともに立ちはだかる。
声優は八奈見乗児（TV版・劇場版）、玄田哲章（まんがビデオ版）。

## 来歴

### 出自 - 初登場時
国内有数の自動車製造メーカーである伴自動車工業社長・伴大造の息子。青雲高校では有力なスポンサーでもある父の威光をバックに横暴に振舞っていた。星と出会う前は柔道部主将として部を率いる傍ら、応援団長を自認し、野球部員をイジメと言っていいほどの方法で猛烈にシゴいていた。ただし、シゴキについては放映当時の現実の体育系部活動では常識レベルのものである。また、一方的にシゴくだけではなく、時に野球部員を自宅に招き夕食を馳走しているが、メニューはニンニクとまむしのスープに九竜虫を這わせた食パン（アニメ版では2品目は蜂の子）という伴宙太式スタミナ料理で、部員からは嫌がられていた（野球部転部後は大造の主導で豪勢な食事が出されるようになっていった）。

### 飛雄馬との出会い - パートナー時代
飛雄馬との出会いは高校面接試験の日。試験官の伴PTA会長から自身の家庭環境について屈辱的な指摘を受けて意気消沈する飛雄馬に、父親の権力を自慢したところ、「なぜ、柔道で全国制覇できるような男が親父さんの七光りばかり振り回すんだ」と痛烈に反論され、しまいには“空気でぶ”呼ばわりされる。それまで彼の周りには父の威光を恐れて媚びへつらう人間しかいなかったため、初めて面と向かって批判されたことで、彼の中に飛雄馬の存在が強く刻まれる。そこで、花形モーターズに対して強いライバル意識を持つ父に、花形の息子＝満と対決できる豪速球投手＝飛雄馬がいると話をし、飛雄馬を入学させることを頼む。
飛雄馬入学後は父の威光を使って、柔道着のまま野球部の練習に参加。野球部主将の存在も半ば無視する形で部に君臨し、飛雄馬を潰して初対面時の恨みを晴らすべく、徹底して新入部員をイジメにかかる。しかしダイヤモンド50周や殺人ノック等で他の新入部員が次々根を上げる中、飛雄馬本人はへこたれなかった。今度こそと、伴本人も参加してうさぎ跳びでダイヤモンド一周を試みるがそれでも倒れなかった。それどころか飛雄馬からもう一周と言われ、逆に伴の方がバテかかっていたが意地でもう一周し、伴は初めて飛雄馬の根性を認めた。その様子を見届けた他の野球部員が伴を「図体はでかいくせに体力はチビの飛雄馬と同程度」と陰口を叩いたため、逆上した伴は飛雄馬の速球をへなちょこ球と罵りつつ、意地になって捕球しようと試みる。素人である伴には飛雄馬の速球をすぐさま捕ることはできなかったものの、全身痣だらけになりながらも何度もボールを要求し、数日がかりでやっと捕球できた。興奮冷めやらぬまま星家へ直接出向き、飛雄馬にバッテリーを組ませてほしいと頼み込む。こうなることは既に一徹が計算していた。
一徹は飛雄馬の進学先を検討する際、飛雄馬自身がチームと共に成長していけるよう敢えて弱小野球部を抱える高校を候補として考えていたが、そのレベルの部には飛雄馬の速球に耐えうる捕手が両立し得ないことに苦悩していた。星雲高校も当初はエース・小宮の投球を何度も受け損ねる正捕手・岡部を見て諦めようとしたが、帰り際に柔道の練習に励む伴を偶然見かけ、その強靭さと柔軟さを兼ね備えた肉体が目に留まり、彼こそが飛雄馬の速球を受け止められる捕手になると確信したという。また、伴が柔道の全国大会を制覇していたことから、柔道を離れ新たな挑戦の機会を求めているであろうことも想定していた。アニメでは運動神経の良さのみならず「スポーツ特有の孤独に打ち勝とうとする激しい気迫」を感じ、飛雄馬が本心からぶつかり合うに相応しい人物に思えたと、伴の内なる人間性をも評価していた。一方で、原作・アニメ共に一徹自身は伴の野球転向や捕手就任に向けて直接的な働きかけは一切行っておらず、自称応援団長として野球部と関わりがあったことを知っていたのかも不明。
そして野球部に強引に転部し、飛雄馬とバッテリーを組んで練習を重ねることで、横暴だった性格も徐々にスポーツマンらしいものへと変わっていき、星家の人々と同様に涙もろい一面も覗かせるようになっていった。また転部直後に「一番遅く入部したから呼び捨てにしてくれてかまわん」と述べたことを受け、二歳年下の飛雄馬は呼び捨てかつタメ口で接し、対等の友人として関係を築いていくこととなる（飛雄馬以外の年下の部員がどのように接していたのかは不明）。原作では伴の移籍のあとの柔道部については語られていないが、アニメでは伴が野球部に転部したことにより弱体化した柔道部を立て直そうと、柔道部員達は飛雄馬に対する陰謀を企てる。しかしどんなことがあっても野球部からは出ないと伴に宣言され、悔い改めた。また、前年度全国大会の決勝戦で伴に敗れたライバルも、合宿中の青雲の野球部員に闇討ちをして伴を誘い出し、勝負を挑む。勝負を拒む伴に対し野球を遊びと高をくくるが、飛雄馬の速球を受けられず、野球の厳しさを理解する。
甲子園大会で花形率いる紅洋高校に敗れたのち、飛雄馬が花形を敬遠し続けた末サヨナラホームランを被弾したことに父の伴大造は我慢ならず、野球部を解散させられてしまう。その日の夜に大造は何者かに闇討ちに遭い、伴忠太は猛犬を放って犯人を追わせるも投石で打ち倒され、使用人が車から目撃した犯人の姿の証言や（当初伴は「見間違いということもある」とその証言を聞き入れず強引に遮った）、長屋の星家に向かうも飛雄馬が不在であったことから、飛雄馬が闇討ちを仕掛けた犯人であると断定する。飛雄馬の人間性を知る伴は半信半疑になりつつ深い悲しみを覚える一方、やんわりと飛雄馬に白状させるように言葉をかけるが、飛雄馬はそれに応じなかった。そこで「残念会」と称して野球部員全員を闇鍋の席に呼び寄せ、暗に飛雄馬を殴りつけることで清算しようとするが、その行為を不服とした飛雄馬が伴を引っ張って連れ出す。その結果天野や部員達にも飛雄馬への疑念を差し向けさせることとなり、飛雄馬は自らが犯人であることを認めぬまま退学を決意する。その後、牧場春彦が伴に真犯人であったことを名乗り出て、飛雄馬の退学を取り消すよう申し出る。伴は「お前のようなうんち（運動音痴）が親父を倒せるものか」と笑い飛ばしたが、牧場は袋に鉛を詰めて紐を括り付けた「ブラックジャック」という凶器を使用しており（最初の一発だけは「男の意地」として自らの拳で殴りつけた）、野球部の功績を汚した大造の暴挙が許せず闇討ちに及んだことを明かす。一連の自白を聞いた伴は激怒し牧場を投げ飛ばすも、牧場を匿って口を閉ざしていた真実を知らず、状況証拠のみで飛雄馬を犯人と決めつけて袂を分けたことを深く後悔し、「星よ、お前は素晴らしい大ばか野郎で、俺はほんとの大ばか野郎だ」と涙ながらに叫んだ。
なお飛雄馬が闇討ちの現場に居合わせたのは事実であったが、それは飛雄馬が大造の暴挙を長屋の住人達に話した際、その一人であったヤクザ上がりの大工・源が闇討ちを仕掛けるのではと思い、後をつけて彼を食い止めるためであった。結果的に源を止めることには成功したものの、別の方向から牧場が大造に襲いかかった。猛犬への投石も「あの場にいた誰もが襲われたらひとたまりもない」と危機を感じた上でのとっさの行為であった。真犯人が牧場であったことにも気づいていたが、牧場の家に訪問した際に星雲高校卒業の学歴だけが資本になるほど困窮しつつある彼の経済事情を知り、飛雄馬は事件について追及することなく悪態をついて去っていった。
甲子園ではしばしば長打を飛ばし、全日本高校選抜によるハワイ遠征メンバーにも選ばれているが、プロ球団スカウトの評価は分かれている。血染めのボールの一件で、飛雄馬には巨人以外11球団が詰め掛けたが、伴には3球団だけでしかも契約金は半額に値切られた。
青雲高校卒業後は大造の意向で伴自動車工業に就職する予定であったが、上述のスカウトから巨人の入団テストの噂を聞いてひっそりと参加し、そこで飛雄馬と再会を果たす。打撃テストでは闇討ち事件で飛雄馬を犯人と決め付けた罪滅ぼしとして、相手投手の堀内恒夫の内角の速球を敢えて身体で受けて球筋を見せる一幕もあった。結果的に伴は補欠合格という形ではあったが飛雄馬と共に入団を果たし、入団後は大リーグボール2号を編み出した頃まで“女房役”を務め上げた。“魔球”を捕球出来るのは、当初は特訓に付き合った伴のみのため、大リーグボールがピンチのときや森が負傷したときなど、飛雄馬と1セットでベンチ入りすることが多かった。
1969年2月の宮崎キャンプで川上監督が金田、宮田（巨人の星の登場人物一覧→実在野球選手・球界関係者→8.1読売ジャイアンツの項目を参照）に続いて星に二軍落ちを言い渡したとき、伴の名前は呼ばなかった。しかし、その後、伴は星につきあって都城での二軍の紅白戦に参加していた。伴は星の大リーグボールの協力者という位置づけで一軍入りしていたので、オズマに1号を打たれた後の二軍落ち、さらに消える魔球開発後の一軍への復帰でも、伴が星と運命をともにして一軍と二軍を往復していた。なお巨人在籍時代の一軍試合出場は、大リーグボール2号を初めて投げた試合での正捕手森昌彦がオズマへの打撃妨害を行った際の負傷退場を受けての交替が初めてであり、その後も森が星の球を受ける場面が多く、ほとんど出場の機会はなかった。

### 中日ドラゴンズへ
このように、長きに渡り飛雄馬の味方であり続けた彼に転機が訪れたのは1969年師走から翌70年春までのオフ。当時オズマが去り、次なる“飛雄馬の敵”役を思案していた一徹は伴の潜在的素質に着目。一徹の強い希望により、5勝は期待できる中日ドラゴンズの投手との交換トレードを巨人に提案する。交換対象の投手は原作では氏名不詳、アニメでは黒松圭一という本作オリジナルの選手である。
当初巨人サイドは大リーグボール2号の秘密を知る伴を放出する気は無かったが、花形や左門の挑戦の結果から、既に2号の無敵性は失われたと判断。当時の巨人投手層の不足もあり、中日とのトレードに応じる。
トレードを通告され、伴は相当な衝撃を受けた。盟友・星を裏切れぬとの想いから一度は引退を決意したが、そんな折、偶然出合った明子に相談した際、叱咤激励を受け一念発起、移籍に同意した。
高校時代の伴の猛打は中日移籍後に星一徹の指導で復活する。2年間の巨人在籍期間、飛雄馬は伴のトレード話が持ち上がってから伴の打撃を鍛えようとしたが、時すでに遅かった。
当初、伴は飛雄馬をサポートし続けるのが飛雄馬の姉・明子への誠意と思っていたようだが、明子は伴の意図に反して、フランスの詩人ジャン・コクトーの言葉「青春には安全な株を買ってはならない」の言葉を捧げ、中日に移籍して飛雄馬と闘うよう伴に促した。なお、一作目の時は「名前は忘れましたが」と言っており、『新・巨人の星』でこのシーンの回想でジャン・コクトーの名が加えられている。
伴は明子の二面性を理解できなかった。移籍直前には明子から「大きな坊や」と呼ばれ、移籍直後、初打席で三振したあとは一徹から「とっちゃん小僧」と呼ばれ、アニメでは一徹と明子が親子そろって伴を批判する場面が強調された。

### “最後のライバル”として
中日では、一時任意引退扱いとなっていた主砲・江藤慎一（ロッテで現役復帰）の背番号8を譲り受けた。
一徹から飛雄馬の大リーグボール2号および3号を破るための苛烈な特訓を受ける。最初は飛雄馬への友情を捨てきれず一徹に反抗的な態度を取り続けるが、やがて一徹の真意に気付き、以後は飛雄馬の“最後に現れたライバル”役を忠実、かつ愚直に演じ続けた。この副産物として、打撃成績も上昇、中日の強力な得点源として頭角を現し、代打の切り札として随所で活躍したという描写が成されている。アニメでは捕手として守備に参加している描写がある。
その後、花形に大リーグボール2号を攻略された飛雄馬に対しては、彼のマンションの一室の前で夜通し待ち続けた末に面会し、巨人時代に大リーグボールの開発に協力してきた貸しの返済と称して「恋敵の花形の熱意を明子に向けさせないよう、ライバルとして再起し勝負に集中させてほしい」と冷淡に要求する。しかし実際には自身と明子の恋の進展など建前に過ぎず、本心ではただ純粋に飛雄馬の再起を願っており、友情を卒業した間柄となった以上それを率直に伝えられなくなっただけであった。
やがて飛雄馬は禁断の魔球・大リーグボール3号を編み出し、伴も一徹の指導を受け立ち向かう。そして巨人対中日のペナント最終戦で最後の対決を行う。この試合では一徹に長時間の逆立ちと素振りを指示されて殆んど腕に力が入らない脱力状態により、3号を右中間ど真ん中（外野から一塁への送球が二塁経由なので右中間からだと遠回りになった。アニメでは打球は左中間に飛んで背番号6の二塁手・土井が中継）に打ち返す事に成功する。しかし代償として走る力まで失った結果一塁まで走れず、クロスプレーとなりゲームセット、完全に3号を破る事は叶わなかったが、飛雄馬の（左投手生命の）最期を看取る形となった。
伴宙太と星飛雄馬の対決は単行本のサブタイトルでいうと「慟哭のブロックサイン」（大リーグボール2号、投飛併殺）、「大根切り攻略」の次の「父子(ふし)の執念」（3号、三振）、「飛雄馬のひみつ」から「目前の完全試合」に続く「9回二死、最後の対決!」（3号、1塁アウト）にて描写されている。結果は3打数無安打1三振で飛雄馬の完勝に終わっているが、これは伴の力量不足というよりは、巨人の首脳陣と星一徹の作戦の明暗によるところが大きい。
飛雄馬の魔球に対しては、普段と逆に実在の強打者が無力で、発展途上のはずの伴が有利となる。飛雄馬との初戦では解説者・金田正一が「豪打・高木守道に代えて補欠（伴）をピンチヒッターにするとは」と驚き、2回目でも別の解説者が「木俣ほどの打者に代打を出す必要があるのか」と不思議がっていた。もっとも、それでも結果は投飛と三振だった。
一時は対カープ戦で本塁打を放つなど代打成功率を6割強に伸ばし、アナウンサーは「木俣も来季は油断禁物」と言っていたが、その来季、伴は球界を去っていた。アニメでは中日時代に捕手としての成長も描かれていたが、その技術は引退して再会した飛雄馬の復帰を助ける際に発揮される。

### その後（『新・巨人の星』以降）
『新・巨人の星』では完全試合を達成した飛雄馬が失踪したことを受け、シーズン終了後に現役を引退したことが明かされる。引退後の飛雄馬と再会するまでの5年間は父の会社に勤め、伴自動車工業から改名した伴重工業の常務となっていた。
飛雄馬の現役復帰への意志を知り、陰に日向に尽力する。その姿は飛雄馬との友情を完全に取り戻した嬉しさに満ちていた。会社の野球チームで捕手を務め、飛雄馬のノーコン剛速球を捕球するシーンなどでは往時の名捕手ぶりをうかがわせている。一方で飛雄馬の復帰に協力する中で業務をすっぽかすこともしばしばあり、その度に会長たる大造からは厳しく叱責されていた。後述するように、『新・巨人の星』では巨人OBとしての経歴は語られず、「中日OB」、「元中日」とだけ紹介されている。
『新・巨人の星II』でロメオ・南条を招聘した際、ロメオ来日時の記者会見では当時の阪神監督とも同席、野球人としての自分もアピールしている。なお、伴はその後ヤクルトで現役復帰を果たした花形を羨ましがる様子も見られたが、彼とは違い野球選手としての復帰はしなかった。
1977年の終わり、一徹が大リーグボール右1号を発案した際、伴は左投手としての飛雄馬の末路を知っていたことから最初は激しく反発していた。しかし後に飛雄馬も一徹と暫く会っていない中で偶然同じ構想を抱いていたことを知り、その飛雄馬から右1号の「設計図」を受け取った一徹が自らが燃え尽きる覚悟で協力を申し出る様子を見て、最終的に自身も翻意して協力した。1978年の年明けにはハワイでの特訓にも参加した。
伴重工業がスポンサーのテレビ番組の出演者、鷹の羽圭子に惚れて結婚を夢見るが、本人は飛雄馬に惚れており、一方的な片思いで終わった。
原作『新・巨人の星』の最終回、横浜球場で試合に勝ったものの、左門に蜃気楼の魔球を打たれ、夜の海を眺めていた飛雄馬のところへ一徹とともに駆けつけ、伴が「しばし、戦士の休息といくか」となぐさめた。
左腕編では最終回の教会の場面で飛雄馬、一徹、明子、花形、伴、左門、さらに牧場も加え、レギュラーがほぼ勢ぞろいしたのに対し、原作の『新・巨人の星』の最終回（大洋戦の後半以降）では、ライバルが左門だけで、阪神のロメオ、ヤクルトの花形、さらに姉・明子も登場しなかった。

## 人物像
- 飛雄馬の姉・明子に対し、高校時代から好意を抱いていたが、明子は花形と結婚、恋は実らずに終わった。『新・巨人の星』でも独身を貫いているが、しばしば夕食をともにするなど花形夫妻との関係は良好だった。
- 柔道部出身の頑丈な巨躯と豪放磊落な性格の持ち主で、花形からは「伴豪傑」あるいは単に「豪傑」と呼ばれている。
- 体重については、巨人入団直後の1968年、キャンプ直前の自主トレで星と交互に負ぶって坂を往復することになったときに「90キロはある」と自称しており、『新・巨人の星』では1976年ごろに右投手として復帰した星が伴を「体重100キロ余の恐竜」と評している。
- 大柄な体型であるが、一徹を感心させた運動神経の持ち主で、巨人入団テストの100m走では11秒9の好タイムをマークしている。豊福きこうは野球漫画のデータを分析した著作の中で、伴が最後の打席で半病人状態で見せたクロスプレー（アニメではぎりぎりでアウト）についても「伴の俊足をもってしてもアウトになったと見るべきだ」と書いている。
- 記憶力も良く、甲子園では左門がつぶやいた妹、弟たちの名前「ちよ、じろう、まさひろ、みち、さぶ」を正確に暗唱して飛雄馬を困らせた（試合前に牧場春彦から聞かされた彼らの悲劇的な生い立ちを思い出し、涙で視界がぼやけ、正確な投球ができなくなった）。巨人入団後は一徹から電話で頼まれた飛雄馬へのアドバイスを教えたとき、「松田清」や「沢村、スタルヒン、藤本、別所」といった巨人の歴代の投手の名、さらに「スタン・ミュージアル」という大リーグの「不世出の大打者」の名を正確に覚えていた。
- 野球の捕手としては、肩は強肩だが、投手リードなど頭脳面の能力、「扇の要」としての能力は皆無に近い。

## その他
- 初登場時より母親に関する描写が全く見られず、作中でも言及されなかった。同様であった花形はアニメでのみ「早くに死別した」という設定が加わっている。『新・巨人の星』では伴を幼少期から世話してきたと思われる家政婦の老婆が登場している[注釈 4]。
- 伴と中日移籍時の交換相手の黒松圭一（アニメ版のみ登場）が着用した背番号「119」は、現実の巨人史では、連載時期には既に巨人のコーチだった木戸美摸（当時は82番）が1990年に初めて使用。その後はコーチ・チームスタッフの背番号として使用されていた。また、中日での「8」も現実の野球史では伴が在籍した期間に当てはめると川畑和人投手（1970年途中に現役復帰した江藤と交換でロッテから移籍、翌1971年11番に変更）・島谷金二内野手（1971年に30番から変更）が着けている。
- 飛雄馬がオールスターに初出場した試合では、川上監督の計らいで一塁は阪神の花形、ライトは大洋の左門というライバルによる夢の守備布陣が実現したが、中日の伴は出場せず、一徹とスタンドで観戦していた。
- 一徹や長嶋と同様、「巨人OB」のはずだが、『新・巨人の星』では長嶋と一緒の時も記者から「元中日の伴宙太」と言われ、古巣巨人の勝利を祝おうとしたときも一徹からは「君は中日OBだろう」と言われている。アニメで伴がサンダーの阪神入団を仲介したとき、これを星飛雄馬に知らせた新聞記者も「元中日ドラゴンズの伴宙太、今は伴重工業の常務・伴宙太氏」と紹介していた。
- 柳田理科雄の『空想科学漫画読本』の本文と欄外では「伴忠太」と誤植されている。また、柳田理科雄は伴宙太を「大リーグボール3号を打ち砕いたバッター」と認識しており、「伴はこの最後の一打によって飛雄馬を野球地獄から解放した」と見なしている。実際には、飛雄馬が一度は球界から去った理由は、左腕が破壊されたからである。
- 2010年NTT番号情報株式会社が運営するiタウンページのプロモーションキャラクターとして伴宙太など『巨人の星』登場キャラクターを使用。
- テレビアニメ『タイムボカンシリーズ 逆転イッパツマン』（フジテレビ系列）第54話「ああ結婚 ハルカと豪」において、伴宙太役の声優である八奈見乗児[注釈 5]演じるコスイネンが、一瞬ではあるが、伴宙太の物真似をするシーンがある。それぞれの役を演じた同一声優によるセルフパロディである。